# 高里絵理奈
高里 絵理奈（たかざと えりな、1995年4月14日 - ）は、ジョイスタッフ所属のフリーアナウンサー。

## 来歴・人物
沖縄県出身。成城大学卒業。
2018年、テレビ静岡入社。
大学時代には『ミス成城キャンパスコンテスト2015』でグランプリを獲得した。
趣味は旅行。
2022年12月、テレビ静岡を退社。

## 現在の担当番組
- LOVEかわさき（2024年4月 - 、テレビ神奈川） - プレゼンター[2]
- イブ６プラス(とちぎテレビ[3]、水曜日アシスタント)[4]
- ABEMA 競輪・オートレースチャンネル（MC）[5][6][7][8][9][10][11]

## 過去の担当番組
- ただいま!テレビ
- チョッと!いいタイム
- FNNテレビ静岡ニュース

## その他
- au PAYマーケットベストショップアワード2023(MC)[12]
- 情報番組 マチコミ(テレビ埼玉、2023年4月24日、大宮駅東口徒歩2分素敵なお店をご紹介VTRリポーター)
- BIGO夏祭り 2023 (MC、2023年8月24日)[13]